# リンパ管腫
リンパ管腫（りんぱかんしゅ、英：Lymphangioma）は、リンパ管が拡張したり増殖することによってできる腫瘍である。リンパ管拡張症ともいう。1996年にISSVAにより疾患概念が整理され、リンパ管奇形（英: Lymphatic malformation）に区分された。
大きく先天性と後天性に分かれる。症状が重い場合、象皮様の硬化や皮膚の潰瘍などが見られる。

## 概要
胎生期のリンパ系発生異常による先天性疾患に基づく腫瘍であるとする見方が主流である。良性腫瘍であり、多くの場合において緊急性は低く、新生児に対する摘出手術は積極的に行われないが、出血、感染などが見られる場合は、それに伴う症状だけでなく、腫瘍の急速な増大なども見られるため、迅速な摘出が行われる。小児における良性腫瘍としては血管腫と共に最もよく見られるものである。

## 組織型による分類
- 毛細管リンパ管腫 : 小さなリンパ管が大量に集合した結果、腫瘍状のものと認められるもの。口腔粘膜や皮膚によく見られる。毛細血管腫との区別が難しい症例である。
- 海綿状リンパ管腫 : 拡張したリンパ管腔によるものであり、顔面や四肢によく見られる。
- 嚢状リンパ管腫 : 嚢状のものからなるものであり、頸部、腋窩[注 2]部、後腹膜によく見られる。海綿状のものと混在している場合が多い。
- 全身リンパ管腫 : 身体の各部に同時に発生するもの。

## 原因

### 先天性
リンパ管腫は多くは先天性のものであり、先天性のものはリンパ管の形成異常による。ヒトの胎児にはもともと頸部(左右)、胸管、後腹膜、後部からなるの5個の原始リンパ嚢が存在しており、それが遺残することで見られる場合が多い。この場合、リンパ嚢が静脈系との正常な接続が行われず、その結果リンパ管腫としての形を得るに至ると考えられている。周囲組織が筋繊維の様に抵抗が大きな場合は海綿状に、抵抗が少ない場合は嚢胞状の形態を取る。腫瘍の増大などは、リンパ液の停滞、滞留により見られるものである。その他リンパ管が拡大しただけの、単純性のものも見られる。
リンパ管腫全体としては、出産時に半数程度に既に発症がみられる。身体の左右、男女の別による大きな差異は認められない。また頸部リンパ嚢が最も大きいため、約50%は頸部に発生する。リンパ管腫は全脈管系腫瘍の内の4% - 6%を占める。
後天性のものは放射線治療や手術などで中枢側のリンパ管の流れが悪くなり、その反応で末梢のリンパ管が異常に拡張してしまう現象で起こることが多い。

## 症状

### 頸部
側頸三角(posterior cervical triangle)によく見られ、縦隔にまで連なる巨大なものも見られる。嚢溜は出生時に50%程度に認めることができる。手術に伴う顔面麻痺などの危険性があるため、神経の走行部位に対しては極力保存が行われる。その他舌や咽頭部、などに浸潤する場合があり、また、8cm以上に成長してしまうと、組織の圧迫により嚥下困難、呼吸困難などが見られるが、デリケートな部位であるため全摘出による根治は困難である。また、頸部を中心とした巨大な腫瘍に成長してしまった場合は、約5% - 22.5%の死亡率が見込まれている。呼吸困難を来した場合や急激な増大が見られる場合は新生児期に早急な手術を行う必要があるが、そうでない場合は体力的な問題から、出来うる限り乳児期まで経過を見ることとなる。また、当面は緊急的な一部、もしくは片側切除術を用い、体力の回復を待って更なる切除を行う分割手術が好ましい場合も多い。やむを得ない場合には一部の嚢胞の構造を破壊し、肥大を食い止める手段も用いられる。

### 腹腔内
主に大網、腸間膜、後腹膜に見られ、巨大化する傾向が強い。内臓の機能に影響を及ぼす場合は切除が行われるが、摘出時のショックに対する備えが求められる。また、腹腔内のものは発見されにくいが、貧血、腹痛、発熱などを契機に発見されることが多い。リンパ管腫の内10%程度はこれに該当する。

### その他
四肢に発生した場合には、骨の発育に異常を来す場合がある。

## 治療
原則的には手術による全摘出が行われるが、前述の通り舌や頸部など、摘出の困難な部位に浸潤しているケースも多い。その様な場合においては、本症は元来が良性腫瘍であるため、直接的に健康に深刻な問題を及ぼすケースは少いという見地から、むしろ積極的な保存的治療が主流である。本症では術後のリンパ腋漏出が著しいため、十分なドレナージが必要である。また、術前にピオクタニンなどを注入し、リンパ液を彩色しておくことが手術の助けとなる。
だが、全摘出が行われないケースにおいては、再発が比較的多いのもまた事実である。また、穿刺吸引はすぐに再発するために無効であり、むしろ出血により増大する虞さえある。
部位別に見れば、舌の場合には、それがあまりに肥大化した場合には、一部を楔状に切除し、その縮小が試みられる。四肢に発生した場合には海綿状をとることが多く摘出が困難である場合が見られ、腫瘍が広範囲にわたった場合には四肢の切断を余儀なくされるケースもある。
薬剤による治療は長い間試行錯誤がなされ、また、なかなか有効なものが発見されなかったが、一部の症例において硬化剤としてブレオマイシンの局所注射が有効であると認められており、完治した例も報告されている。これは化学的刺激により組織が炎症を起こした結果の変化であると考えられている。ただし発熱や食欲不振などの副作用がある。
なお、非常に希なケースであるが、自然退縮も報告されている。

## 再発
『新小児医学大全 24 小児腫瘍学』によれば、再発率は13% - 23%と比較的高く、全摘出の場合においても23%の再発が見られる。また、再発が認められる時期は術後6カ月以内が59%、12カ月以内が76%と比較的早期に集中するが、再手術が必要となるまで増大する例は比較的希である。